# 2001年度新城勁爆頒獎禮得獎名單
新城勁爆頒獎禮2001的主題為「號召勁爆音樂 新城唱好樂壇」，於2001年12月30日星期日頒發。
以下為得獎名單：

## 新城勁爆歌曲
- 犯賤（陳小春）
- Shall We Talk（陳奕迅）
- Para Para Sakura（郭富城）
- 野孩子（楊千嬅）
- 意猶未盡（蘇永康，李彩樺）
- 雙手插袋（陳冠希）
- 美人駕到（彭羚）
- 色盲（王菲）
- 彩色世界（車婉婉）
- 痛愛（容祖兒）
- 風鈴（盧巧音）
- 愛是...（鄭秀文，LMF）
- 有病呻吟（張學友）
- 爛泥（許志安）
- 最愛演唱會（陳慧琳）
- 愈愛愈好（郭富城）
- 終身美麗（鄭秀文）
- 夏日Fiesta（劉德華）
- 飛花（李克勤）
- 他喜歡的是你（梁詠琪）
- 玉蝴蝶（謝霆鋒）

## 新城勁爆年度歌曲大獎
- Shall We Talk（陳奕迅）

## 新城勁爆男歌手
- 郭富城
- 劉德華
- 許志安

## 新城勁爆女歌手
- 陳慧琳
- 鄭秀文
- 容祖兒

## 新城勁爆人氣歌手
- 男：陳冠希
- 女：楊千嬅

## 新城勁爆2001四台聯頒大碟
Shall We Dance? Shall We Talk!
- 歌手：陳奕迅
- 監製：陳輝陽

## 新城勁爆新登場男歌手
- 鄧健泓
- 周永恆

## 新城勁爆新登場女歌手
- 陳文媛
- 黃伊汶
- 何韻詩

## 新城勁爆新人王
- 方力申
- 陳司翰
- Twins

## 新城勁爆大碟獎
- 玉蝴蝶（謝霆鋒）

## 新城勁爆亞洲女歌手
- 王菲

## 新城勁爆亞洲男歌手
- 劉德華

## 新城勁爆播放指數大獎
- 夏日Fiesta（劉德華）

## 新城全球勁爆歌手
- 陳慧琳
- 鄭秀文
- 劉德華

## 新城全球勁爆歌曲
- Shall We Talk（陳奕迅）

## 新城全球勁爆組合獎
- VRF

## 新城勁爆新登場海外歌手
- 周杰倫
- 傅珮嘉
- F4

## 新城勁爆國語女歌手
- 張惠妹

## 新城勁爆國語男歌手
- 任賢齊

## 新城勁爆國語歌曲獎
- 香水（謝霆鋒）
- 好聚好散（任賢齊）
- 星晴（周杰倫）

## 新城勁爆超越大獎
- 薛家燕